# Catherine Marchal
Pour les articles homonymes, voir Marchal.
Catherine Marchal, née le 3 mai 1967 à  Paris 10e, est une actrice et réalisatrice française.

## Biographie

### Débuts
Catherine Françoise Marie Quiniou est née le 3 mai 1967.

### Famille
Elle a été mariée de 1991 à 2015 à l'acteur et réalisateur Olivier Marchal, avec qui elle a 4 enfants : Léa née en 1994, Zoé née en 1998, Ninon née en 2005 et Basile né en 2009.
Zoé a démarré une carrière d'actrice en 2015 en tournant dans Disparue, puis dans les séries On va s'aimer un peu, beaucoup... , Flics et Section zéro.

## Filmographie

### Actrice

#### Cinéma
- 1999 : Un bon flic (court-métrage) d'Olivier Marchal : Hélène
- 2002 : Gangsters d'Olivier Marchal : Laurence Weber
- 2004 : 36 quai des Orfèvres d'Olivier Marchal : Ève Verhagen
- 2005 : La Pomme d'Adam (court-métrage) de Jérôme Genevray : Madame Josse
- 2008 : MR 73 d'Olivier Marchal : Marie Angéli
- 2009 : Diamant 13 de Gilles Béhat : « Z’yeux d’or », la journaliste
- 2009 : Mensch de Steve Suissa : Chantal
- 2011 : Nuit Noire (court-métrage) de Geoffroy Thiebaut
- 2012 : Les Hommes à lunettes d'Éric Le Roch
- 2013 : Un p'tit gars de Ménilmontant d'Alain Minier : Marianne
- 2017 : Et maintenant (court métrage) de Dominique Bylebyl : Diane Malard[3]
- 2020 : Bronx d'Olivier Marchal : Katia de Vrindt
- 2020 : Slalom de Charlène Favier : la mère de Justine

#### Télévision
- 1989 : Salut les Musclés, épisode La révolutionnaire : Esperanza
- 2000 : Commissaire Moulin, épisode Passage protégé réalisé par Yves Rénier : Christelle Blanc
- 2002 : Patron sur mesure de Stéphane Clavier : Bérengère
- 2004 : Louis la Brocante, épisode Louis et la ferme des Blanchard réalisé par Michel Favart : Jocelyne
- 2004 : La Crim', épisode Meurtre sous influence réalisé par Dominique Guillo : la juge d'application des peines
- 2004 : Avocats et Associés, épisodes Mort assurée et Sexe, mensonge et thérapie réalisés par Patrice Martineau : Isabelle Lefort
- 2004 : Quai n° 1, épisode Affaires de famille réalisé par Patrick Jamain : Vanessa
- 2004 : Boulevard du Palais épisode Rêve d'Afrique réalisé par Laurent Carcélès : Line Kervin
- 2004 : Julie Lescaut, épisode L'Affaire du procureur réalisé par Daniel Janneau : Chantal
- 2005-2006 : SOS 18, série créée par Didier Cohen et Alain Krief : Catherine
- 2005-2007 : Rose et Val, série créée par Alexis Lecaye : Anne-Marie
- 2006 : Les Innocents de Denis Malleval : Nina Brassier
- 2006 : Navarro, épisode Blessures profondes réalisé par Patrick Jamain : la voisine Charavin
- 2006 : Premier Suspect de Christian Bonnet : Sophie Archambault
- 2007 : Section de recherche, épisode L'Inconnu du pont de la Garonne, réalisé par Gérard Marx : Catherine Mougins
- 2007 : Confidences, mini-série de Laurent Dussaux : Catherine
- 2007 : Greco, épisode Mon assassin réalisé par Philippe Setbon : Eva Johnson
- 2007 : Commissaire Valence, épisode Cœur de pierre : Hélène Martini
- 2008 : Un admirateur secret de Christian Bonnet : Marie Cérès
- 2008-2011 : Flics, série créée par Olivier Marchal :  Léa Legrand
- 2010 : À 10 minutes de la plage de Stéphane Kappes : Françoise Lemoulec
- 2011 : Boulevard du Palais, épisode Notre enfant réalisé par Christian Bonnet : Anne Thuler
- 2011 : Commissaire Magellan, épisode Pur Sang réalisé par Claire de La Rochefoucauld : Anne Montalivet
- 2012 : Alice Nevers, le juge est une femme, épisode Bio connection réalisé par Alexandre Laurent : Françoise Forrestier
- 2013 : Profilage, épisode Panique réalisé par Julien Despaux : lieutenant-colonel Amélie Davout
- 2012 : Camping Paradis, épisode Le Prince du camping réalisé par Éric Duret : Rosalie
- 2012 : À votre service, épisode pilote réalisé par François Guérin : Isabelle Bellecourt
- 2014 : Falco, épisode Comme des frères d'Alexandre Laurent : Marie Orueta
- 2014 : Previously (mini série) de Jean-Paul Geronimi : Cersei Bannister/Catelyn Snack
- 2015 : Borderline d'Olivier Marchal : Catherine Van Roy
- 2015 : Jaune iris de Didier Bivel : Commissaire Tristani
- 2016 : Section zéro, série créée par Olivier Marchal : Elie Klein
- 2016 : Cherif, série créée par Lionel Olenga, Laurent Scalese et Stéphane Drouet, saison 3 : Sylvie Delmas
- 2017-2019 : On va s'aimer un peu, beaucoup..., série créée par Emmanuelle Rey-Magnan et Pascal Fontanille : Me Astrid Lartigue
- 2017 : Agathe Koltès, saison 1, épisode 5 : Catherine Gentil
- 2018 : Nina, saison 4 : Sandrine
- 2019-2021: Léo Matteï, Brigade des mineurs : Commissaire Ansker
- 2019 : Double Je de Laurent Dussaux et Akim Isker : Françoise Coursel
- Depuis 2020 : Ici tout commence : Claire Guinot
- 2021 : Meurtres au Mont Saint-Michel de Marie-Hélène Copti : Rosine
- 2022 : Meurtres en Béarn de Delphine Lemoine : Lieutenante-Colonelle Héloïse Servat
- 2022 : Astrid et Raphaëlle de Corinne Bergas[réf. nécessaire] Saison 4 ép 8 : Commandant Françoise Simoni
- 2024 : Brocéliande de Bruno Garcia : Armelle Kermabon
- 2024: L'Art du Crime, saison 8 ép 1 et 2 : Patricia Richter

### Clip
- 2006 : clip de Beethoven de Michel Sardou, réalisé par Olivier Marchal[4]

### Réalisatrice
- 2015 : Marchal par Marchal, portrait intime, documentaire[5]
- 2016 : Un petit service, Teaser

## Théâtre

### Metteuse en scène
- 2013 : De Gros Dossiers de Matthieu Burnel, Co-Mise en scène avec Xavier Letourneur, Théâtre Le Mélo d'Amélie
- 2014 : Un jour c'était la nuit de Emmanuel Robert-Espalieu, Festival d'Avignon
- 2015 : Je la sens bien cette histoire! de Matthieu Burnel, co-mise en scène avec Xavier Letourneur, Festival d'Avignon
- 2015 : Franchise obligatoire de Matthieu Burnel, co-mise en scène avec Xavier Letourneur Festival d'Avignon
- 2015 : Comment lui dire? de Vilaine Arsac, co-mise en scène avec Xavier Letourneur, Théâtre Le Mélo d'Amélie
- 2018 : #DemainJeMeLèveDeBonheur de Cartouche, Festival d'Avignon[6]
- 2019 : De quoi je me mêle de ! Pascal Rocher et Joseph Gallet, Festival d'Avignon[7] et Théâtre Edgar[8].
- 2019 : A vrai dire de Sylvain Meyniac et Manuel Gelin, Théâtre du Gymnase[9]

### Comédienne
Catherine Marchal a joué la vierge Marie dans Un homme nommé Jésus sous la direction de Robert Hossein.
- 2002 : Les acteurs sont fatigués d'Éric Assous, mise en scène de Jacques Décombe (Comédie Caumartin)
- 2003 : Tout un cinéma d'Yvan calbérac (Comédie caumartin)
- 2010 : Ce soir j’ovule de Carlotta Clerici, mise en scène de Nadine Trintignant, théâtre des Mathurins
- 2012 : Rendez-vous au Grand Café, mise en scène d'Alain Ganas et Hervé Dubourjal, théâtre des Bouffes-Parisiens. Cette pièce est l’adaptation de Quand souffle le vent du nord (2006), roman de l’auteur autrichien Daniel Glattauer.
- 2024 : Un grand cri d'amour de Josiane Balasko, mise en scène Eric Laugérias, tournée